# Anne Pajunen
Anne Pajunen, född 22 januari 1968, är en svensk tonsättare, sångare, performance-artist och violast.
Hon studerade vid Musikhögskolan i Göteborg (1988–95) och på solistlinjen (viola) vid Sibeliusakademin i Helsingfors (1989–90). Dessutom har hon bedrivit violastudier för Garth Knox i London och Paris och sångstudier för bl. a. Dorothy Irving i Stockholm.
Anne Pajunen är sedan 2009 medlem i Föreningen svenska tonsättare.

## Priser och utmärkelser
- 2009 – Bob Kelly Music Award

## Verk (urval)
- Sogno à Anna S för soloflöjt (2002)
- To Whom It May Concern (2009)
- Elevator Small Talk för altsaxofon eller flöjt (2009)
- Some Details, performanceopera (2012)
- Process in Progress, tredelat verk med utställning/konserter under AIR Växjö/Media Artes i Växjö konsthall (2012)
- Absence, en kammaropera för sopran och elektronik med libretto av tonsättarna [skriven tillsammans med S. Patric Simmerud] (2012)
- Passage, performanceopera (2014)